# 1104 dans les croisades
Cette page regroupe les évènements concernant les Croisades qui sont survenus en 1104 : 
- 28 avril : prise de Gibelet par Raymond de Saint Gilles[1].
- printemps : Bohémond de Tarente, prince d'Antioche, et Baudouin du Bourg, comte d'Edesse entreprennent la conquête de la Djézirê, en direction de Mossoul[1].
- 7 mai : Baudouin du Bourg, Bohémond de Tarente et Tancrède de Hauteville sont battus par plusieurs princes turcs près de Harran. Baudouin du Bourg est fait prisonnier[1].
- 26 mai : prise de Saint-Jean-d'Acre par Baudouin Ier avec l'aide d'une escadre génoise[1].
- juin : mort de Duqâq, émir de Damas. Tughtekin y prend le pouvoir, sous couvert de régence des héritiers de Duqâq[2]
- Les Byzantins reprennent Lattakié[1].